# Guadino (pesca)

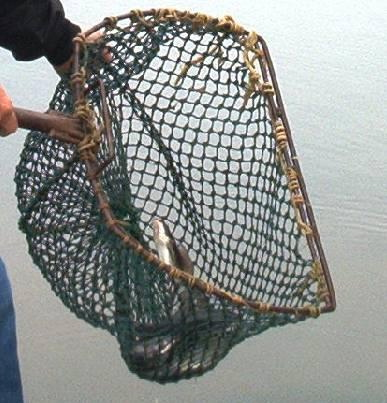
Un guadino

Il guadino (o salabro) è un attrezzo usato nella pesca. Si tratta di una rete a forma di cono o di sacco, con un manico più o meno lungo. È utilizzato per portare in superficie o a riva i pesci pescati.

## Descrizione
Il guadino è una  rete conica, fornita di un lungo manico. Ne esistono di diverse dimensioni per soddisfare le richieste di tutti i pescatori:
- il guadino corto (0,5 - 1 m) si usa principalmente per la pesca delle trote,  quando il pescatore si trova coi piedi nell’acqua
- il guadino medio (3,5 - 5 m) serve quando il pescatore si trova su una banchina e il dislivello fra banchina e mare è ampio
- il guadino lungo (6 - 8 m) serve quando il pescatore si trova su degli scogli, e la distanza fra il pescatore e il mare è significativa.

L’asta del guadino è fatta di carbonio, per renderlo più leggero possibile.